# Мешков, Леонид Карпович
Леони́д Ка́рпович Мешко́в (1 (14) января 1916, Царицын — 4 марта 1986, Москва) — советский ватерполист и пловец, заслуженный мастер спорта (1940), многократный чемпион и рекордсмен СССР, заслуженный тренер РСФСР (1963), заслуженный работник культуры РСФСР (1973), судья всесоюзной категории по плаванию (1958).

## Биография
Родился в многодетной семье кузнеца.
В 1932—1952 многократный чемпион СССР (42 золотые медали). Победитель II Всесоюзной спартакиады ВЦСПС (1934), первенства ВЦСПС (1936), Всемирных фестивалей молодёжи и студентов (1949, 1951). Установил свыше 120 рекордов на чемпионатах СССР, Европы и мира. Выступал за сталинградский «Сталинец», ленинградский «Сталинец» (с 1936), московский «Сталинец», московское «Торпедо» (с 1946). Стал чемпионом СССР по водному поло 1948 года.
К 1941 году работал тренером в школе плавания при заводе «Электросила». Участник Великой Отечественной войны 1941—1945. Служил в подразделении разведчиков, был заместителем политрука радиовзвода 1-го стрелкового полка 2-й дивизии народного ополчения Московского района (позднее 59-й стрелковый полк 85-й стрелковой дивизии Ленинградского фронта).
В бою под Кингисеппом взвод Мешкова отбил атаку гитлеровцев, уничтожив около 40 солдат и 2 бронемашины. В ночь на 3 августа 1941 года, сам будучи раненым в руку, Мешков спас своего раненого товарища, переплыв с ним реку Луга (Ленинградская область). За данный подвиг Указом Президиума Верховного Совета № 204/53 от 06.08.1946 награждён Орденом Славы 3-й степени.
После операции рука почти не сгибалась в локте, была частично парализована кисть. Леонид для себя решил обязательно вернуться в большой спорт и начал восстанавливаться самостоятельно, вопреки запретам врачей на физические нагрузки. Леонид возобновил участие в соревнованиях летом 1943 года.
С 1944 по 1946 год Леонид Мешков работал преподавателем плавания в Нахимовском училище в Ленинграде. В 1946 году переехал в Москву и поступил в Московский институт физической культуры им. И. В. Сталина. В 1946 году вступил в КПСС.
В 1951 году вошел в состав сборной СССР по водному поло. Выступал на XV Олимпийских играх в Хельсинки в эстафете 4×200 метров вольным стилем. С 1953 по 1955 год являлся главным тренером сборной СССР по плаванию.
С 1952 года доцент на кафедре физического воспитания МГУ.
С именем Мешкова, а также другого выдающегося советского пловца Семёна Бойченко связано становление и развитие спортивного плавания в СССР. Заслуженный тренер РСФСР.
Скончался 4 марта 1986 года в Москве. Похоронен на Хованском кладбище.

### Семья
Был женат, дочь Элеонора (1938—2006). Похоронена рядом с отцом.

## Награды и признание
- Награждён орденами Отечественной войны I и II степени, орденом Красной Звезды (25.05.1947), а также медалями.
- Орден Трудового Красного Знамени (27.04.1957) — «за успехи, достигнутые в деле развития массового физкультурного движения в стране, повышения мастерства советских спортсменов, и успешное выступление на международных соревнованиях»
- 42 золотые награды на чемпионатах СССР[3].
- В 2016 году введён в Международный зал славы мирового плавания (ISHOF)[5].

## Память
О Леониде Мешкове Борис Раевский написал повесть «Только вперёд!», в которой Леонид Мешков и Семён Бойченко представлены под именами Леонид Кочетов и Виктор Важдаев.
После смерти Мешкова его именем назван бассейн, находящийся в подвальном помещении главного здания МГУ.